# Gábor Kléber
Gábor Kléber, noto anche come Gábor Kompóti-Kléber (23 maggio 1901 – 15 ottobre 1973), è stato un calciatore ungherese, di ruolo centrocampista.

## Carriera
Dopo aver iniziato a giocare nel III. Keruleti, arriva all'MTK in tempo per vincere l'ultimo dei dieci campionati consecutivi conquistati dalla squadra di Budapest. Centrocampista elegante e raffinato, nel suo periodo di permanenza l'MTK perde però il predominio nazionale e nel prosieguo della sua carriera riuscì a vincere il campionato soltanto un'altra volta (1929).
Dopo il ritiro rimase nell'ambiente del calcio per altri tre decenni, come allenatore e giornalista.

## Statistiche

### Cronologia presenze e reti in Nazionale
| Cronologia completa delle presenze e delle reti in nazionale ― Ungheria | Cronologia completa delle presenze e delle reti in nazionale ― Ungheria | Cronologia completa delle presenze e delle reti in nazionale ― Ungheria | Cronologia completa delle presenze e delle reti in nazionale ― Ungheria | Cronologia completa delle presenze e delle reti in nazionale ― Ungheria | Cronologia completa delle presenze e delle reti in nazionale ― Ungheria | Cronologia completa delle presenze e delle reti in nazionale ― Ungheria | Cronologia completa delle presenze e delle reti in nazionale ― Ungheria |
| Data                                                                    | Città                                                                   | In casa                                                                 | Risultato                                                               | Ospiti                                                                  | Competizione                                                            | Reti                                                                    | Note                                                                    |
| ----------------------------------------------------------------------- | ----------------------------------------------------------------------- | ----------------------------------------------------------------------- | ----------------------------------------------------------------------- | ----------------------------------------------------------------------- | ----------------------------------------------------------------------- | ----------------------------------------------------------------------- | ----------------------------------------------------------------------- |
| 14-5-1922                                                               | Cracovia                                                                | Polonia                                                                 | 0 – 3                                                                   | Ungheria                                                                | Amichevole                                                              | -                                                                       |                                                                         |
| 19-8-1923                                                               | Budapest                                                                | Ungheria                                                                | 3 – 1                                                                   | Finlandia                                                               | Amichevole                                                              | -                                                                       |                                                                         |
| 23-9-1923                                                               | Budapest                                                                | Ungheria                                                                | 2 – 0                                                                   | Austria                                                                 | Amichevole                                                              | -                                                                       |                                                                         |
| 18-1-1925                                                               | Milano                                                                  | Italia                                                                  | 1 – 2                                                                   | Ungheria                                                                | Amichevole                                                              | -                                                                       |                                                                         |
| 25-3-1925                                                               | Budapest                                                                | Ungheria                                                                | 5 – 0                                                                   | Svizzera                                                                | Amichevole                                                              | -                                                                       |                                                                         |
| 12-7-1925                                                               | Stoccolma                                                               | Svezia                                                                  | 6 – 2                                                                   | Ungheria                                                                | Amichevole                                                              | -                                                                       |                                                                         |
| 19-7-1925                                                               | Cracovia                                                                | Polonia                                                                 | 0 – 2                                                                   | Ungheria                                                                | Amichevole                                                              | -                                                                       |                                                                         |
| 20-9-1925                                                               | Budapest                                                                | Ungheria                                                                | 1 – 1                                                                   | Austria                                                                 | Amichevole                                                              | -                                                                       |                                                                         |
| 4-10-1925                                                               | Budapest                                                                | Ungheria                                                                | 0 – 1                                                                   | Spagna                                                                  | Amichevole                                                              | -                                                                       |                                                                         |
| 11-10-1925                                                              | Praga                                                                   | Cecoslovacchia                                                          | 2 – 0                                                                   | Ungheria                                                                | Amichevole                                                              | -                                                                       |                                                                         |
| 8-11-1925                                                               | Budapest                                                                | Ungheria                                                                | 1 – 1                                                                   | Italia                                                                  | Amichevole                                                              | -                                                                       |                                                                         |
| 6-6-1926                                                                | Budapest                                                                | Ungheria                                                                | 2 – 1                                                                   | Cecoslovacchia                                                          | Amichevole                                                              | -                                                                       | 36’                                                                     |
| 14-11-1926                                                              | Budapest                                                                | Ungheria                                                                | 3 – 1                                                                   | Svezia                                                                  | Amichevole                                                              | -                                                                       |                                                                         |
| 26-12-1926                                                              | Oporto                                                                  | Portogallo                                                              | 3 – 3                                                                   | Ungheria                                                                | Amichevole                                                              | -                                                                       |                                                                         |
| 14-4-1929                                                               | Berna                                                                   | Svizzera                                                                | 4 – 5                                                                   | Ungheria                                                                | Coppa Internazionale 1927-1930                                          | -                                                                       |                                                                         |
| 5-5-1929                                                                | Vienna                                                                  | Austria                                                                 | 2 – 2                                                                   | Ungheria                                                                | Amichevole                                                              | -                                                                       |                                                                         |
| 13-4-1930                                                               | Basilea                                                                 | Svizzera                                                                | 2 – 2                                                                   | Ungheria                                                                | Amichevole                                                              | -                                                                       |                                                                         |
| 21-9-1930                                                               | Vienna                                                                  | Austria                                                                 | 2 – 3                                                                   | Ungheria                                                                | Amichevole                                                              | -                                                                       |                                                                         |
| 28-9-1930                                                               | Dresda                                                                  | Germania                                                                | 5 – 3                                                                   | Ungheria                                                                | Amichevole                                                              | -                                                                       |                                                                         |
| 26-10-1930                                                              | Budapest                                                                | Ungheria                                                                | 1 – 1                                                                   | Cecoslovacchia                                                          | Amichevole                                                              | -                                                                       | Cap.                                                                    |
| 22-3-1931                                                               | Praga                                                                   | Cecoslovacchia                                                          | 3 – 3                                                                   | Ungheria                                                                | Coppa Internazionale 1931-1932                                          | -                                                                       |                                                                         |
| 12-4-1931                                                               | Budapest                                                                | Ungheria                                                                | 6 – 2                                                                   | Svizzera                                                                | Coppa Internazionale 1931-1932                                          | -                                                                       |                                                                         |
| 3-5-1931                                                                | Vienna                                                                  | Austria                                                                 | 0 – 0                                                                   | Ungheria                                                                | Coppa Internazionale 1931-1932                                          | -                                                                       |                                                                         |
| Totale                                                                  |                                                                         | Presenze                                                                | 23                                                                      |                                                                         | Reti                                                                    | 0                                                                       |                                                                         |

## Palmarès

### Club

#### Competizioni nazionali
- Campionato ungherese: 1

MTK Budapest: 1928-1929